# Justin Muldermans
Justin Muldermans (Leuven, 31 januari 1843 – Namen, 4 mei 1921) was een Belgisch componist en militaire kapelmeester. Hij is een neef van de componist en dirigent Karel Muldermans.

## Levensloop
Muldermans verhuisde 1849 met zijn moeder Jeanne Muldermans van Leuven naar Namen. Hij was militaire muzikant vanaf 1868. Gedurende 30 jaar - van 1876 tot 1906 - was hij kapelmeester van de militaire muziekkapel van het 4e Linieregiment. In 1910 werd hij benoemd tot ereinspecteur van de militaire muziek in België. Muldermans heeft tevens als componist verschillende werken geschreven.

## Composities

### Werken voor harmonie- of fanfareorkest
- Fantaisie brillante, voor altsaxofoon en harmonieorkest of fanfareorkest
- Grand marche triomphale, voor harmonie- of fanfareorkest
- Les soldats du Roi, mars[1]
- Mars van het 4e Linieregiment (Marche du 4ème Régiment de Ligne)[2]

### Kamermuziek
- Fantasie variée, voor altsaxofoon en piano